# Giovanni Battista Sammartini
Giovanni Battista Sammartini (Milão, c. 1700 – Milão, 15 de janeiro de 1775) foi um compositor, violinista, organista, mestre de coro e professor italiano. Ele contou com Gluck entre seus alunos e era altamente considerado por compositores mais jovens, incluindo Johann Christian Bach. Também foi notado que muitas estilizações nas composições de Joseph Haydn são semelhantes às de Sammartini, embora Haydn negue tal influência. Sammartini está especialmente associado à formação da sinfonia de concerto por meio da mudança de um breve estilo de abertura de ópera e da introdução de uma nova seriedade e uso do desenvolvimento temático que prefigura Haydn e Mozart. Algumas de suas obras são descritas como galant, estilo associado aos ideais do Iluminismo, enquanto "a impressão predominante deixada pela obra de Sammartini... [é que] ele contribuiu muito para o desenvolvimento de um estilo clássico que atingiu seu momento de maior clareza precisamente quando sua longa e ativa vida se aproximava do fim".
Ele às vezes é confundido com seu irmão mais velho, Giuseppe, um compositor com uma produção igualmente prolífica, embora sem igual renome ou influência, que acabou a serviço de Frederico, Príncipe de Gales.

## Vida
Giovanni Battista Sammartini nasceu em Milão, filho do emigrante e oboísta francês Alexis Saint-Martin e Girolama de Federici, no que foi a Lombardia governada pelos Habsburgos durante a maior parte de sua vida e hoje é a Itália.
Ele era o sétimo de oito filhos, recebendo instrução musical de seu pai e escrevendo sua primeira música em 1725: um conjunto de obras vocais agora perdidas. Ele adquiriu os prestigiosos cargos de maestro di cappella em Sant'Ambrogio e para a Congregazione del Santissimo Entierro em 1728, e ocupou o primeiro até sua morte. Sammartini rapidamente se tornou famoso como compositor de igreja e obteve fama no exterior. Ao longo dos anos, ele se juntou a muitas igrejas para trabalhar (oito ou mais por sua morte) e escreveu músicas para serem executadas em ocasiões oficiais e nas casas da nobreza. Embora nunca tenha se afastado de Milão, ele teve contato com compositores notáveis como Bach, Mozart, Boccherini e Gluck, o último dos quais foi seu aluno de 1737 a 1741.
A morte de Sammartini em 1775 foi inesperada. Embora fosse muito conceituado em sua época, sua música logo foi esquecida, e não foi redescoberta até 1913, pelos pesquisadores Fausto Torrefranca, Georges de Saint-Foix e Gaetano Cesari. Curiosamente, a maioria de suas obras sobreviventes foram recuperadas de edições publicadas fora de Milão.

## Inovações
Sammartini é mais elogiado por suas inovações no desenvolvimento da sinfonia, talvez mais do que as escolas de pensamento de Mannheim e Viena. Sua abordagem à composição sinfônica foi única por ter influenciado o trio sonata e as formas do concerto, em contraste com outros compositores da época que modelavam as sinfonias após a abertura italiana. Suas sinfonias eram movidas por ritmo e uma forma mais clara, especialmente as primeiras sonatas e formas binárias arredondadas. Suas obras nunca deixaram de ser inventivas e às vezes anteciparam a direção da música clássica, como o estilo Sturm und Drang. O compositor tcheco Josef Mysliveček considerou Sammartini como "o pai do estilo de Haydn", um sentimento popular que aumentou consideravelmente a reputação de Sammartini após sua morte.

## Composições
Sammartini foi um compositor prolífico e suas composições incluem 4 óperas, cerca de 70 sinfonias, dez concertos e um corpo substancial de música de câmara. Em 2004, cerca de 450 obras conhecidas de Sammartini foram recuperadas, embora uma boa parte de sua música tenha sido perdida, especialmente obras sacras e dramáticas. Parte dele também pode ter sido perdida devido à publicação com outros nomes, especialmente o de seu irmão, Giuseppe. Suas primeiras músicas eram para uso litúrgico.
As obras de Sammartini são referenciadas, em publicações ou gravações, quer pelo número da obra que receberam durante a sua vida, quer pelos números JC que receberam no catálogo Jenkins-Churgin a seguir referido. Newell Jenkins editou algumas das obras de Sammartini, incluindo um Magnificat, pela primeira vez (ele também foi editor de obras de Vivaldi, Paisiello e Boccherini, entre outros).
A música de Sammartini é geralmente dividida em três períodos estilísticos: o período inicial (1724-1739), que reflete uma mistura de formas barrocas e pré-clássicas, o período intermediário (1740-1758), que sugere a forma pré-clássica, e o período tardio (1759- 1774), que exibe influências clássicas. O período intermediário de Sammartini é considerado o mais significativo e pioneiro, durante o qual suas composições no estilo galante de música prenunciam a era clássica que viria.

### Trabalhos conhecidos
- Sinfonias (78)
- Concertos (10 ou 11):
  - Para flauta
  - Para violino
  - Para violoncelo
  - Para oboé
- Concertinos (7)
- Marchas (4)
- Minuetos (4)
- Quintetos de cordas (6)
- Quartetos de flauta e cordas (27)
- Trios de cordas (~ 177)
- Sonatas (mais de 50):
  - Para flauta
  - Para violino
  - Para violoncelo
  - Para teclado (cravo e órgão)
- Óperas (3)
  - Memet (1732, Lodi, Lombardia ), 'tragedia' em três atos, os primeiros movimentos de duas das primeiras sinfonias conhecidas de Sammartini aparecem como aberturas
  - L'ambizione superata dalla virtù (26 de dezembro de 1734, Teatro Regio Ducale, Milão ), 'drama' em três atos
  - L'Agrippina, moglie di Tiberio (janeiro de 1743, Teatro Regio Ducale, Milão), dramma per musica em três atos,
- Árias e peças de conjunto vocal (11)
- Cantatas (8)
- Oratório (1)
  - La gara dei geni (28 de maio de 1747, Teatro Regio Ducale, Milão), 'componimento drammatico' (do qual apenas uma ária sobreviveu)
- Obras sagradas (16)
  - Configurações de massa
  - Configurações de salmos
  - Litanias
  - Magnificat
  - Te Deum